# Lago di Uluabat
Il lago di Uluabat (in turco: Uluabat Gölü, anche Apolyont Gölü), è un lago della provincia di Bursa nella regione di Marmara. A seconda del livello dell'acqua, il grande lago copre un'area di 135-160 km², ma avendo una profondità media di tre metri è un lago poco profondo. Lo specchio d'acqua è grossolanamente triangolare e ha un'estensione ovest-est di 23-24 km e nord-sud di 12 km. Il bacino si è formato attraverso cedimenti tettonici avvenuti nella regione.

## Geologia e idrologia
Il lago di Uluabat insieme al vicino lago di Manyas confina a ovest con una zona geologicamente giovane di subsidenza tettonica chiamata bacino di Manyas-Uluabat (MUB) o bacino meridionale di Marmara. Questo bacino ha iniziato ad affondare dalla fine del Miocene in connessione con l'orogenesi alpina. Almeno l'ultima fase dell'evoluzione del bacino (dal Pliocene superiore a oggi) è attribuita unanimemente nella letteratura scientifica all'attività della faglia anatolica settentrionale (NAFZ), una faglia trasforme con senso di movimento destrale, che limita verso nord la piccola placca anatolica  contro la placca eurasiatica. Al contrario, la subsidenza (abbassamento) della prima fase del bacino (dal Miocene al primo Pliocene) viene collegata parzialmente con un sistema di faglia più antico, la faglia di Tracia-Eskisehir (TEFZ).
Lo spessore dei sedimenti neogenici depositati dai fiumi (fluviali) e dai laghi (lacustri), che costituiscono la parte principale del riempimento del bacino, è localmente alto fino a 400 m. I sedimenti lacustri del Quaternario si sovrappongono al Neogene come risultato di una fase di inversione discordante in angolo nel primo Pliocene, e sono diffusi solo nel centro del bacino (cioè nel MUB sensu stricto).
Nel lago di Uluabat ci sono otto isole, una nona a seconda del livello dell'acqua può diventare una penisola o un'isola. 
L'isola più grande è l'isola di Halilbey, dove si trova una fortificazione medievale. Il Mustafakemalpasa Cayi - una sezione dell'antico Rhyndakos - alimenta il lago sfociando nella zona sud-ovest. Inoltre, una piccola parte dell'acqua proviene da precipitazioni e da sorgenti carsiche sotterranee. L'unico emissario è l'Uluabat Deresi, che esce a ovest del lago e confluisce nel Susurluk Çayı, il quale a sua volta si getta nel Mar di Marmara.
Secondo le misurazioni, la media annuale delle precipitazioni è di 650 mm, con un minimo in agosto (10,6 mm) e un massimo in dicembre (104,9 mm). In agosto c'è con 172,1 mm la maggior evapozione, mentre a marzo (1,2 mm) c'è la minore. Il pH dell'acqua varia tra 7,45 e 10,60. Il pH elevato può essere spiegato con l'abbondante calcare presente nel lago. La parte settentrionale del lago è basica, mentre nell'estuario del Mustafakemalpasa Cayi l'acqua è neutra.

## Flora e Fauna
La parte più grande delle rive sono orlate da piante acquatiche come la cannuccia da palude, la stregona palustre (Stachys palustris), il giunco e il panico (Setaria italica): inoltre, il lago ospita la più grande popolazione di ninfee comuni (Nymphaea alba) della Turchia.
Poiché l'Uluabat si trova su una rotta di uccelli migratori, vi sono ricche popolazioni di varie specie di uccelli parzialmente in via di estinzione. Nel 1996, sono stati contati 430.000 uccelli, rendendo il lago una importante area di riproduzione degli uccelli. Tra gli uccelli nidificanti ci sono il marangone minore (Microcarbo pygmeus), la moretta tabaccata (Aythya nyroca), il mignattino piombato (Chlidonias hybrida) e il pellicano crespo (Pelecanus crispus). Secondo un censimento della Società di protezione ambientale turca DHKD  (Doğal Hayati Koruma Derneği) Nel 1998 erano presenti sulle rive del lago 823 coppie di marangoni minori, 105 coppie di nitticore (Nycticorax nycticorax), 109 coppie di sgarze ciuffetto (Ardeola ralloides) e 48 coppie di spatole bianche (Platalea leucorodia).
Nel lago vivono 21 diverse specie di pesci, tra cui carpe, scardole, lucci, siluri e anguille. In aggiunta, ci sono ancora una serie di mammiferi come il tasso, lontre, ricci, sciacalli dorati, martore, cinghiali, donnole e toporagni domestici. La fauna è completata da anfibi e rettili.
Dal 1998, il lago di Uluabat fa parte della convenzione di Ramsar per la protezione delle zone umide. Allo sbocco del Mustafakemalpasa Cayi nel lago, i sedimenti hanno formato un grande delta con piccole isole su cui crescono canne e salici. Parti di questo terreno fertile sono state disboscate, drenate e utilizzate per l'agricoltura e la zootecnia. Il fiume è fortemente inquinato e, nonostante l'adesione a Ramsar alcuni anni fa, non sono stati fatti progressi nel disinquinamento. A causa dell'industrializzazione delle città vicine, le fognature di concerie e delle fabbriche di inscatolamento gettano i residui reflui nel Mustafakemalpasa Cayi e tramite esso nel lago.

## Storia
Le prime tracce di insediamenti umani sul lago risalgono al 1200 a.C.. Il bacino faceva parte della campagna della Bitinia. Il nome greco classico Apolloniatis (Απολλωνιάτις) derivava dalla città di Apollonia ad Rhyndacum (ora il villaggio di Gölyazı) sulla riva nord-orientale del lago. La regione fu nota per secoli per l'allevamento del baco da seta. Con l'avvento delle fibre sintetiche, questo settore si estinse. La principale fonte di reddito per i 17 villaggi intorno al lago oggi è la pesca. A nord del lago si trova l'autostrada D200 che porta da Bursa a Çanakkale. Le principali città vicine al lago sono Mustafakemalpaşa e Karacabey.
L'antica Apollonia ad Rhyndacum giaceva su una penisola nell'angolo nord-est del lago. I resti antichi e medievali della città sono oggi conosciuti come Taş Kapı (resti del castello) e Deliktaş (probabilmente resti di un acquedotto): sono presenti anche le rovine di un teatro. Sull'isola di Kız Adası, a ovest del villaggio, ci sono i resti di un tempio di Apollo. La chiesa di Hagios Georgios risale al XIX secolo e sostituì la vecchia chiesa in rovina con lo stesso nome. Durante l'Impero ottomano la popolazione greca originaria della città si mescolo' dal XIV secolo con i Turchi. Dopo la prima guerra mondiale, gli ultimi greci furono espulsi nel corso dello scambio di popolazione tra la Grecia e la Turchia, e al loro posto vennero insediati profughi turchi da Salonicco. testimonianze del periodo ottomano sono una moschea e un hamam di epoca sconosciuta.
Nella seconda isola più grande, ora disabitata, Manastir Adası, vi era sin dai tempi dell'impero bizantino il monastero di San Costantino (Hagios Konstantinos), di cui sono ancora oggi visibili le rovine. Il monastero rimase attivo sino all'era moderna. La data di fondazione del monastero è sconosciuta, poiché in un ampio restauro terminato tra il XVIII e l'inizio del XIX secolo, ampie parti del complesso furono ricostruite. Esso era conosciuto come San Costantino dal XVI secolo. Rapporti e storie del IX secolo su un monastero sul lago potrebbero riferirsi a San Costantino, ma secondo Cyril Mango essi non sono affidabili. Il monastero è essenzialmente una chiesa a croce inscritta, ma in contrasto con le chiese bizantine  allora tipiche essa possiede due absidi, che guardano a est e a ovest.
Altri nomi classici del lago furono Lacus Apolloniatis e Lago di Artynia.